# ATP Praga 1998 - Qualificazioni doppio
Le qualificazioni del doppio  dell'ATP Praga 1998 sono state un torneo di tennis preliminare per accedere alla fase finale della manifestazione. I vincitori dell'ultimo turno sono entrati di diritto nel tabellone principale. In caso di ritiro di uno o più giocatori aventi diritto a questi sono subentrati i lucky loser, ossia i giocatori che hanno perso nell'ultimo turno ma che avevano una classifica più alta rispetto agli altri partecipanti che avevano comunque perso nel turno finale.
Le qualificazioni del doppio del torneo ATP Praga 1998 prevedevano 4 coppie partecipanti di cui una è entrata nel tabellone principale.

## Teste di serie
1. Petr Luxa /  David Škoch (Qualificati)

1. Bernardo Martínez /  Myles Wakefield (ultimo turno)

## Qualificati
1. Petr Luxa  /   David Škoch

## Tabellone

### Legenda
| - Q = Qualificato - WC = Wild card - LL = Lucky loser | - ALT = Alternate - SE = Special Exempt - PR = Protected Ranking | - w/o = Walkover - r = Ritirato - d = Squalificato |

|  | Primo turno | Primo turno                       | Primo turno               | Primo turno | Primo turno |  |  | Ultimo turno | Ultimo turno                      | Ultimo turno                      | Ultimo turno | Ultimo turno |  |
|  |             |                                   |                           |             |             |  |  |              |                                   |                                   |              |              |  |
|  | 1           | Petr Luxa David Škoch             | Petr Luxa David Škoch     | 6           | 6           |  |  |              |                                   |                                   |              |              |  |
|  |             | Diego del Río Óscar Ortiz         | Diego del Río Óscar Ortiz | 3           | 2           |  |  | 1            | Petr Luxa David Škoch             | Petr Luxa David Škoch             | 6            | 6            |  |
|  | 2           | Bernardo Martínez Myles Wakefield | 7                         | 3           | 6           |  |  | 2            | Bernardo Martínez Myles Wakefield | Bernardo Martínez Myles Wakefield | 2            | 2            |  |
|  |             | Petr Kralert Radomír Vašek        | 6                         | 6           | 2           |  |  |              |                                   |                                   |              |              |  |